# Écomusée Walser
L'écomusée Walser (en allemand, Walser Ecomuseum) est un musée ethnographique situé à Gressoney-La-Trinité, en Vallée d'Aoste.

## Description
L'écomusée a pour but de décrire l'héritage walser de la haute vallée du Lys, en particulier des deux communes de Gressoney-La-Trinité et de Gressoney-Saint-Jean.
Au rez-de-chaussée se trouve le siège de l'office de tourisme local.

## Histoire
L'écomusée walser a été inauguré en 2007 grâce à la collaboration des quatre communes de l'Unité des communes valdôtaines Walser et des fonds Interreg.

## Éléments
L'écomusée walser se compose de trois parties :
- la maison paysanne (en titsch, Puròhus) avec, entre autres, l'étable-habitation (De Wohngade), une exposition consacrée au Christ des sommets, et la reconstruction de la chambre-bureau de Heinrich Welf (1912 - 2004), expert de culture walser, natif de Gressoney-La-Trinité ;
- le stadel qui accueille la maison-musée Pòtzschhus
- la chapelle funéraire (Tòtòtschappélo)

Un quatrième élément, le chalet d'alpage, intègre le réseau de l'écomusée. Il se situe au lieu-dit Binò, et se dénomme Binò Alpelté en titsch.

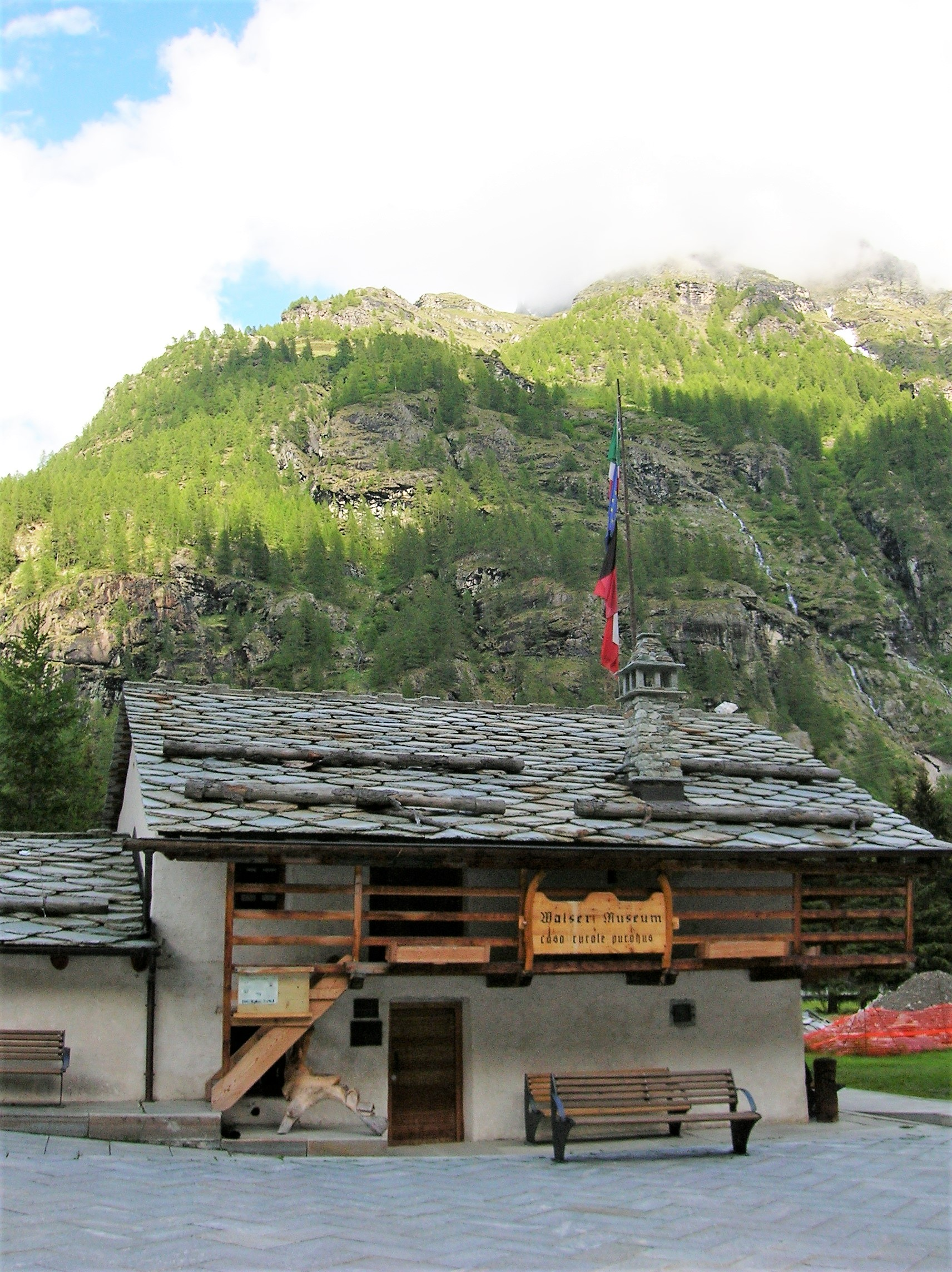
La maison paysanne (Puròhus)
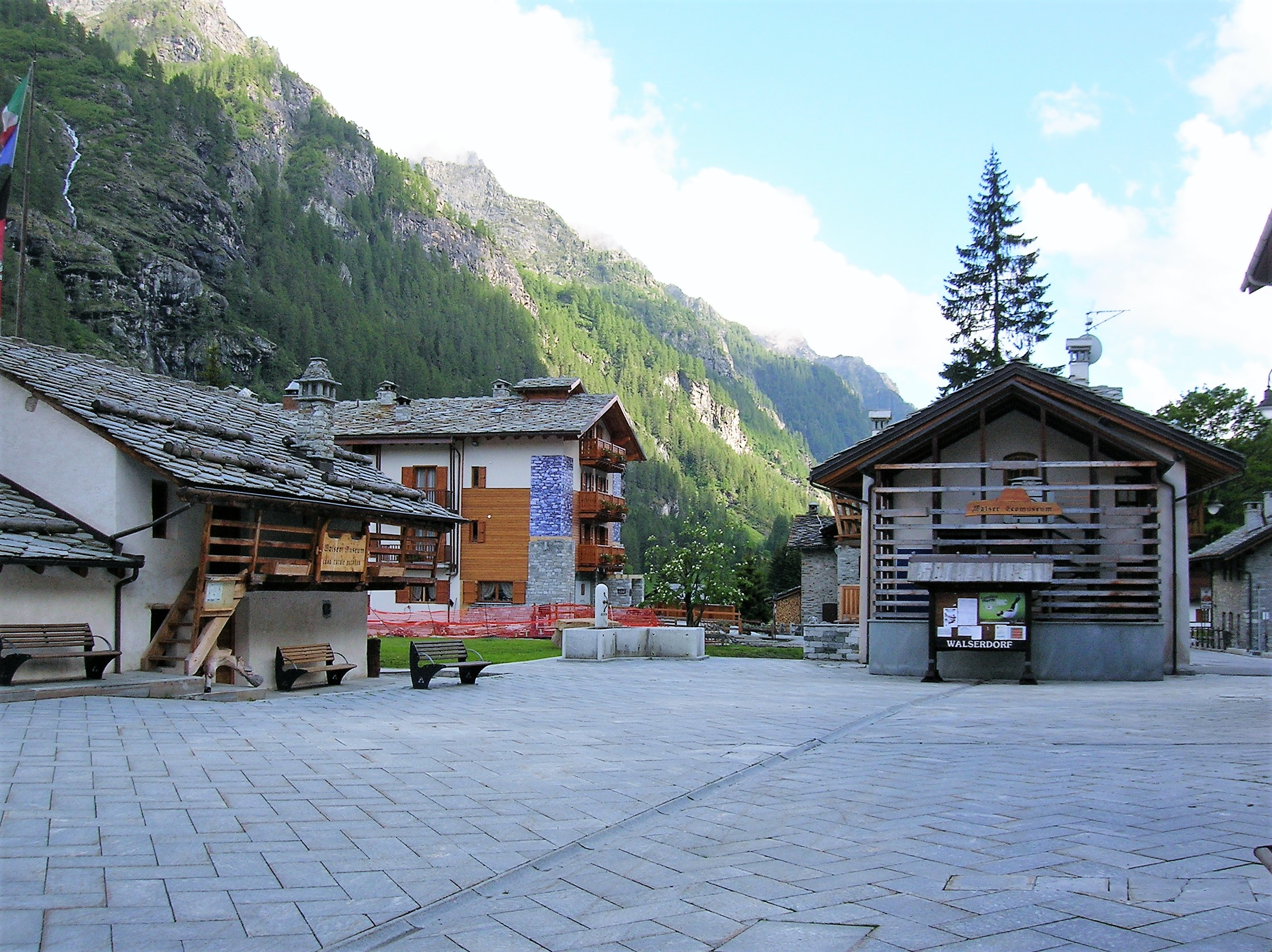
À droite, la maison-musée (Pòtzschhus)
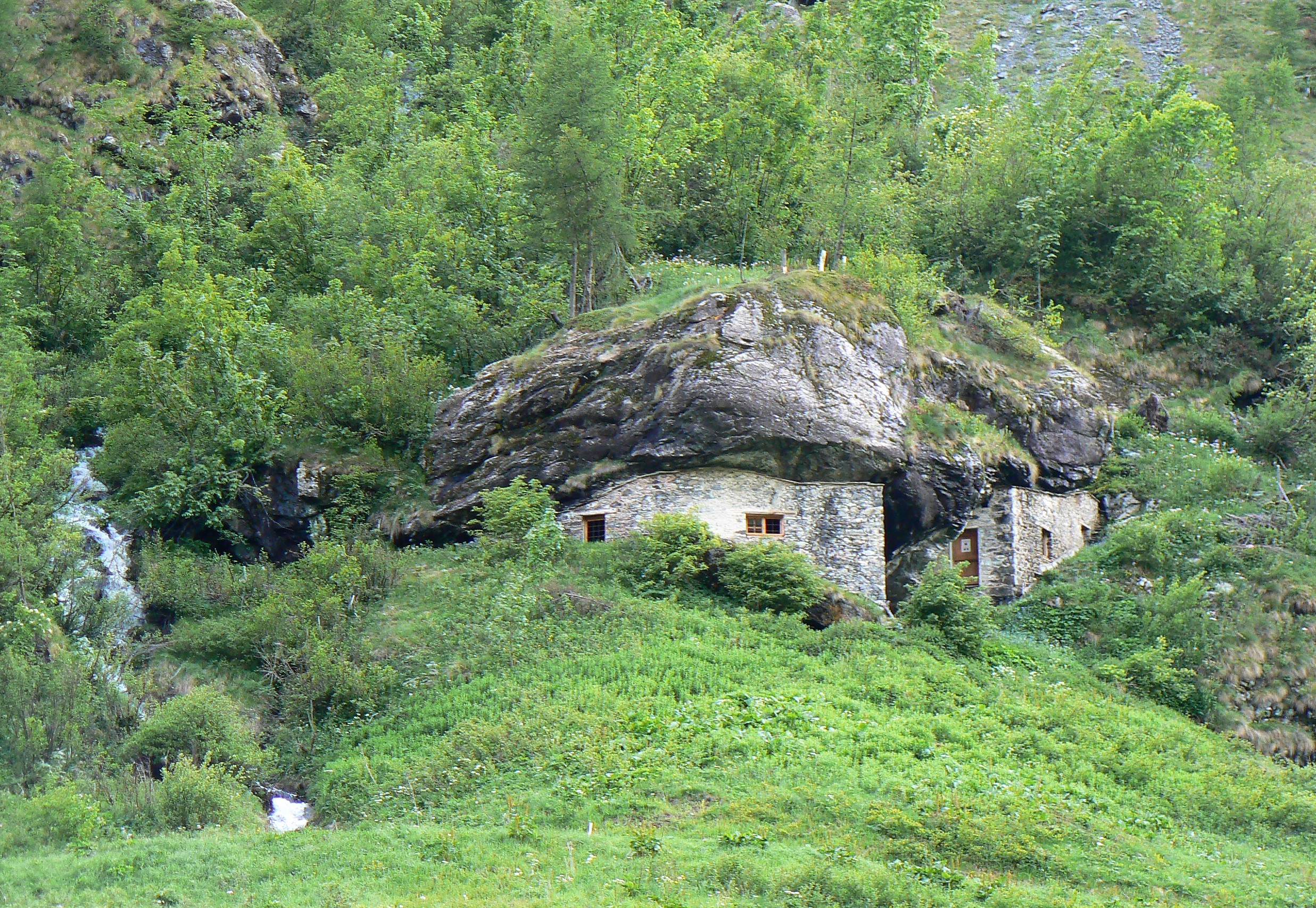
Le chalet de Binò Alpelté
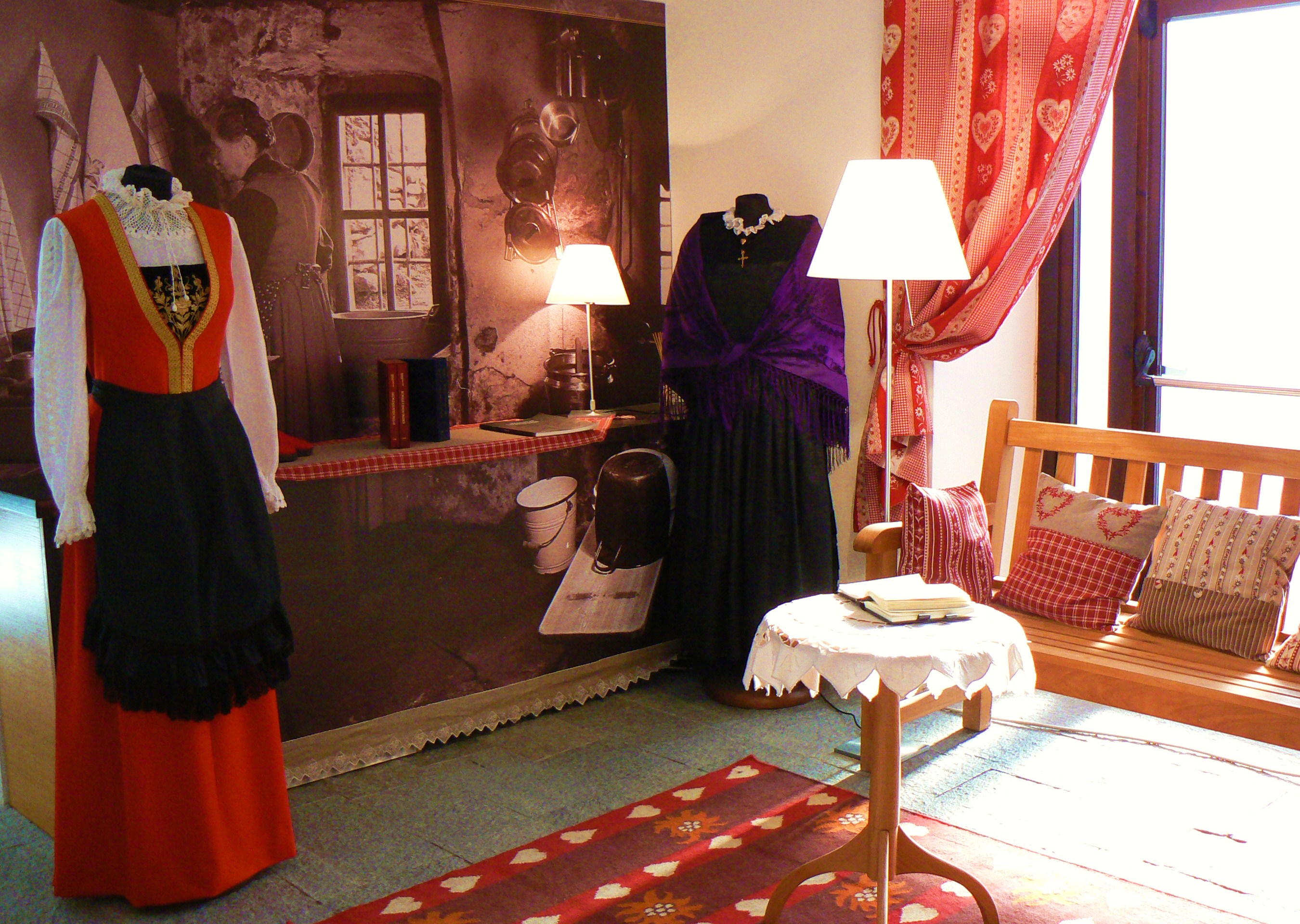
Costumes gressonards
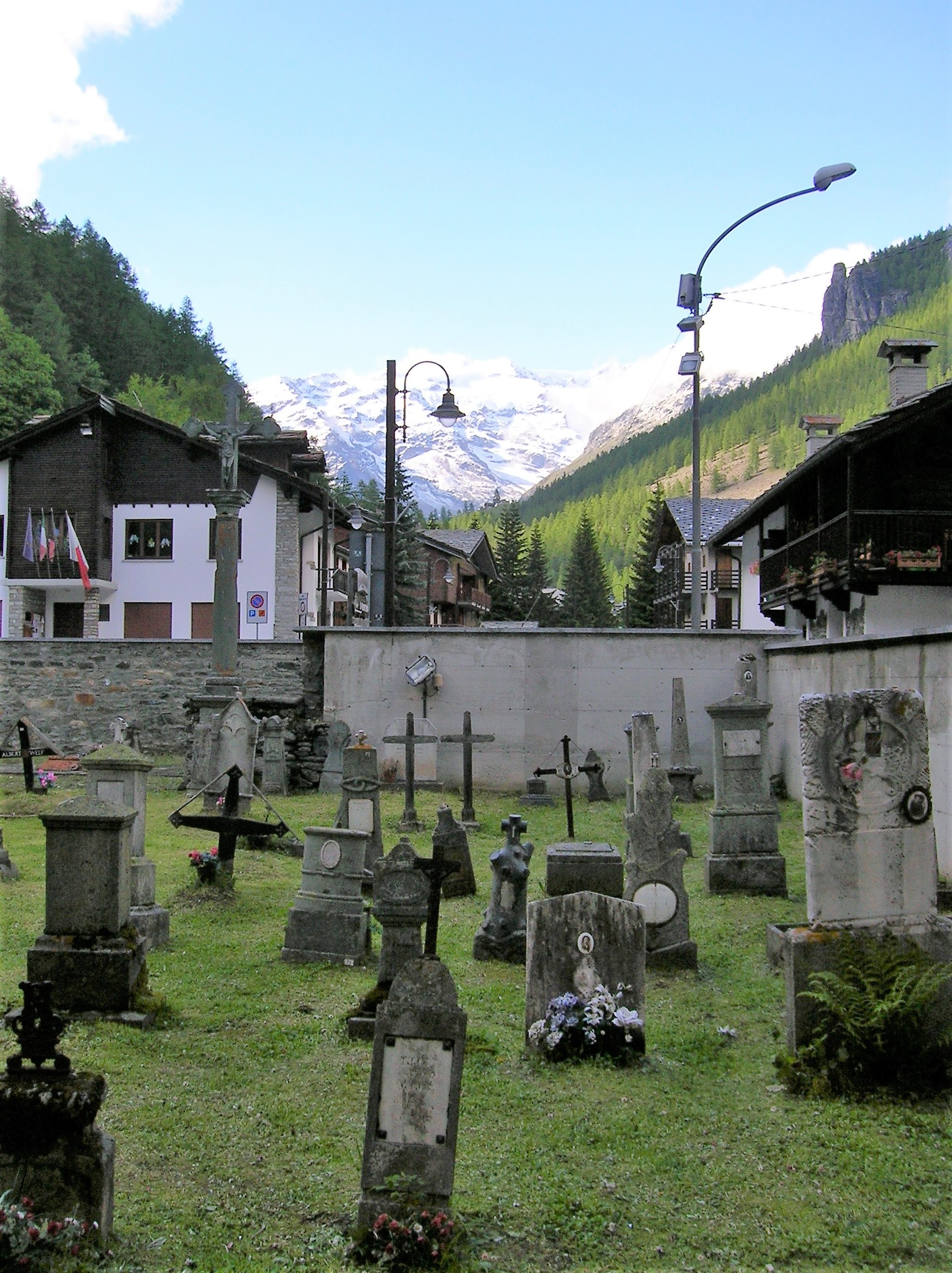
Le cimetière (De Frithof)